# Фельдкирхен-бай-Маттигхофен
Фельдкирхен-бай-Маттигхофен (нем. Feldkirchen bei Mattighofen) — коммуна (нем. Gemeinde) в Австрии, в федеральной земле Верхняя Австрия.
Входит в состав округа Браунау-ам-Инн.  Население составляет 1876 человек (на 31 декабря 2005 года). Занимает площадь 35 км². Официальный код  —  40407.

## Политическая ситуация
Бургомистр коммуны — Франц Харнер (АНП) по результатам выборов 2003 года.
Совет представителей коммуны (нем. Gemeinderat) состоит из 19 мест.
- АНП занимает 11 мест.
- СДПА занимает 4 места.
- АПС занимает 4 места.